# Université Thammasat
L'université Thammasat (en thaï : มหาวิทยาลัยธรรมศาสตร์ ; API : /tʰāmmá'sàːt/) est une prestigieuse université thaïlandaise fondée le 27 juin 1934 par Pridi Banomyong puis inaugurée en 1937.
D'abord nommée Université de sciences morales et politiques (en thaï : มหาวิทยาลัยวิชาธรรมศาสตร์และการเมือง), elle a été renommée Thammasat (d'après le nom sanskrit dharmaśāstra), ce qui signifie littéralement « la juste science, la juste connaissance ».

Université Thammasat en 1935.

C'est la deuxième plus vieille université de Thaïlande. Initialement, elle proposait quatre domaines d'études : le droit, le commerce et la comptabilité, les sciences politiques et les sciences économiques, mais elle a depuis étendu ses activités à des branches telles que le journalisme, les lettres et les sciences. Elle a formé un grand nombre de diplômés qui ont contribué au développement de la société et du pays.
Depuis 1934, 240 000 étudiants y ont suivi des cours, dont des premiers ministres, des hommes politiques et des fonctionnaires de premier rang, des gouverneurs de la Banque de Thaïlande et la plupart des gouverneurs de la ville de Bangkok. Ses facultés de commerce et de comptabilité, de droit, et de sciences économiques ont été classées parmi les meilleures d'Asie du Sud-Est.

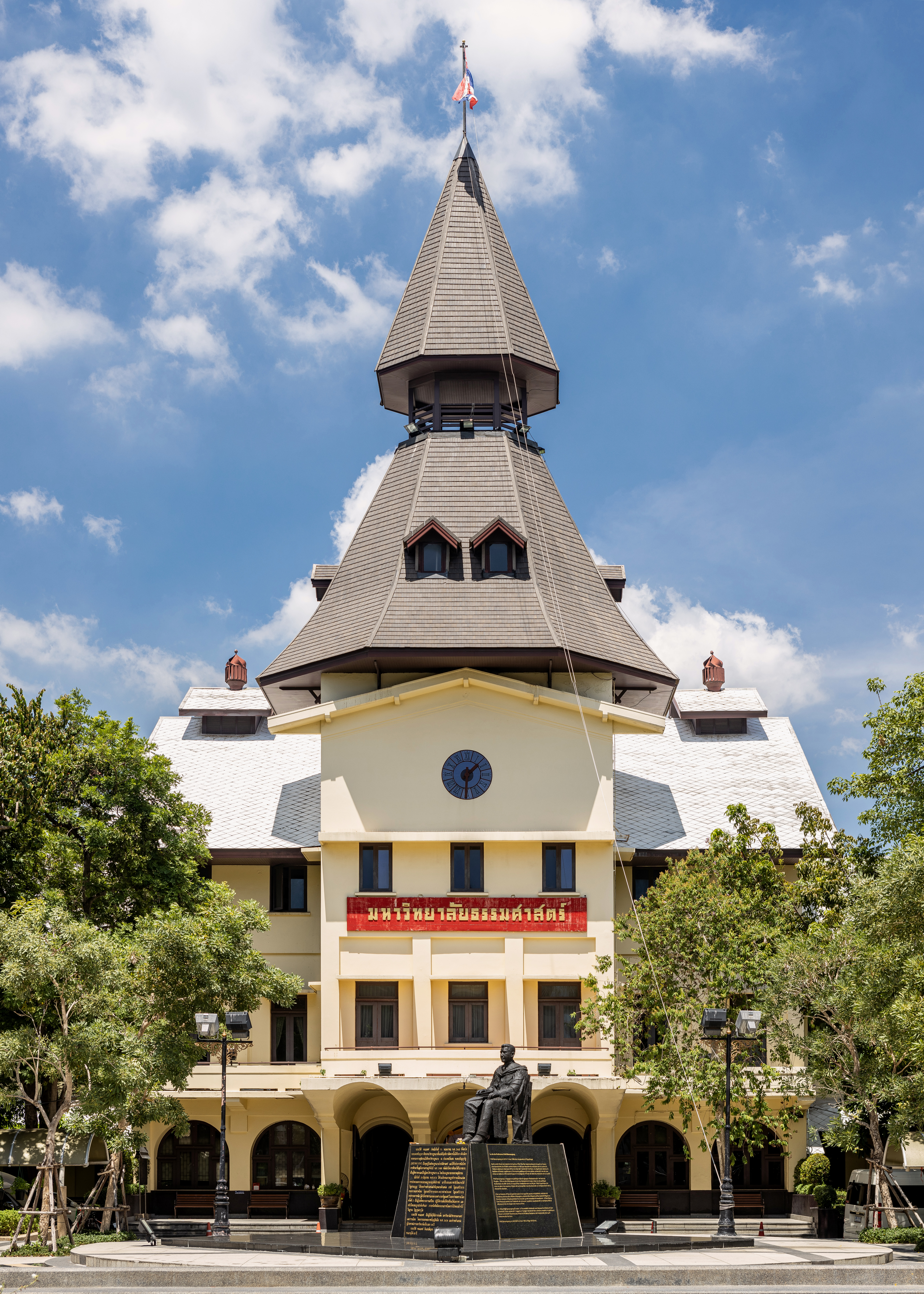
Dôme de l'université Thammasat, campus Tha Phrachan.

Au campus Tha Phrachan, qui est le plus petit et le plus ancien, les étudiants de Thammasat ont joué un rôle crucial à plusieurs étapes de la démocratisation du pays.
À plusieurs reprises, des manifestations sur le campus impliquant des étudiants et des citoyens ont tourné au massacre.  

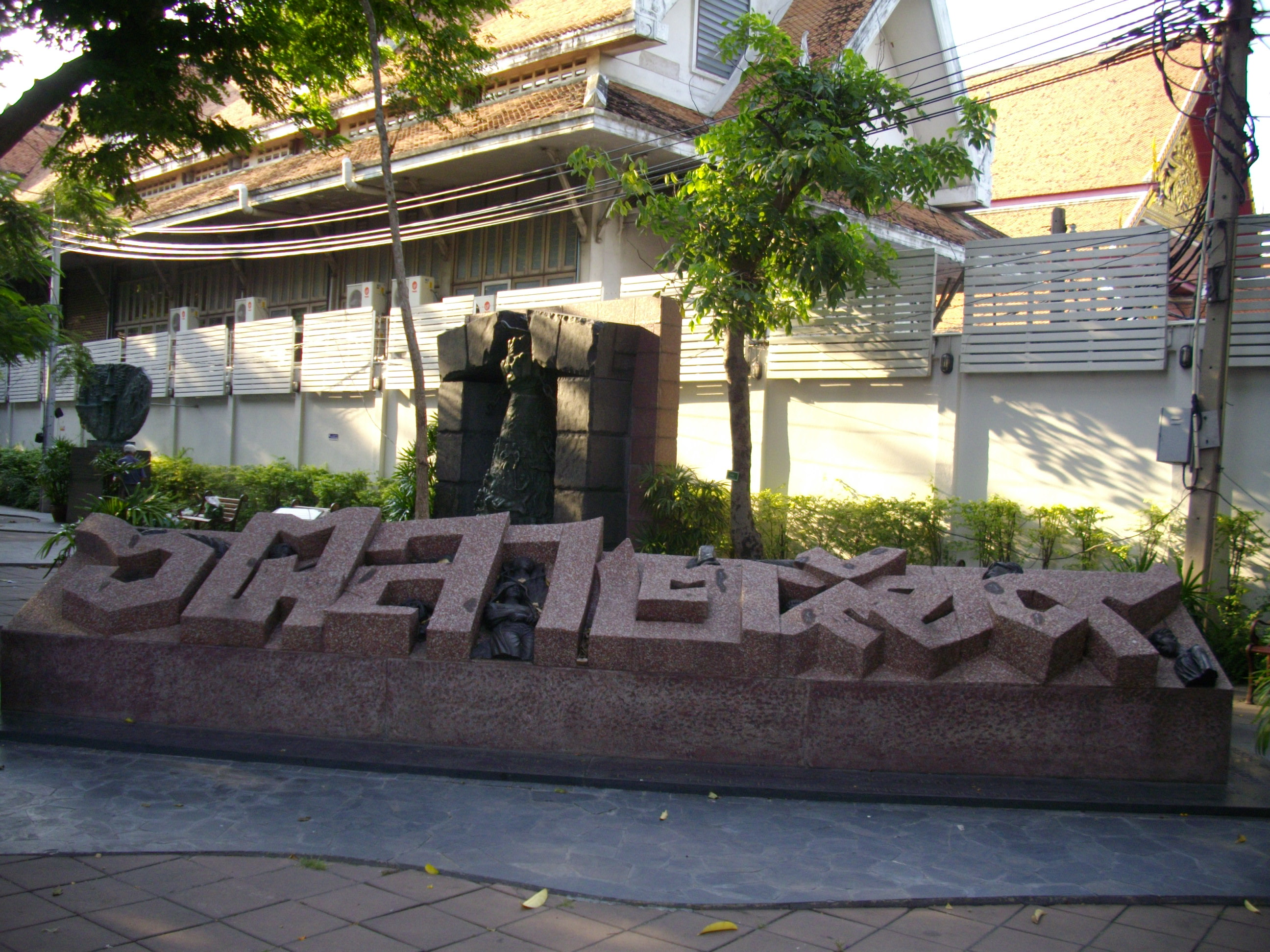
Monument en mémoire des victimes du massacre de l'université Thammasat le 6 octobre 1976, campus Tha Phrachan.

Un moment clé de l'histoire de la Thaïlande fut la contestation sociale et étudiante des thaïlandais au mois d'octobre 1973 qui fit chuter le régime après trois jours de violence contre les manifestants (des dizaines de milliers d'étudiants rassemblés sur le campus de l'université de Thammasat et un demi-million de citoyens thaïlandais dans les rues de Bangkok). Ce fut un bain de sang (au moins 70 Thaïlandais sont tués selon le journal Le Monde voire peut-être près de 300 morts ; et des milliers de manifestants sont blessés) mais les militaires furent chassés du pouvoir, l'ordre constitutionnel fut rétabli et la société se démocratisa comme jamais auparavant.
Un autre moment clé de l'histoire de la Thaïlande fut le massacre de l'université Thammasat du 6 octobre 1976, lorsqu'une répression violente par l'armée et la police y fit entre 46 et plus d'une centaine de morts. Ce crime est encore fortement ancré dans la mémoire collective des citoyens thaïlandais comme en témoigne le film Dao khanong (th) (2016) et le succès phénoménal du clip vidéo et pamphlet Prathet ku mi (ประเทศกูมี / « Et voici ce que fait mon pays... ») du groupe Rap Against Dictatorship (2018). 
Aujourd'hui, le campus Tha Phrachan est encore le symbole principal des droits de l'homme, de la liberté d'expression et de la démocratie en Thaïlande.
Réalisant l'impact significatif des sciences et des technologies sur la croissance économique du pays, Thammasat a commencé dans les années 1980 et 1990 à développer des diplômes d'ingénieur, de sciences physiques et de médecine sur le campus de Rangsit, dans la province de Pathum Thani (banlieue nord de Bangkok).
L'université est membre de LAOTSE, un réseau international d'universités européennes et asiatiques. Elle coopère également avec certaines des universités les plus réputées du monde. Une de ces coopérations régionales est le Réseau de recherche et d'universités de la sous-région du Grand Mekong.

## Campus

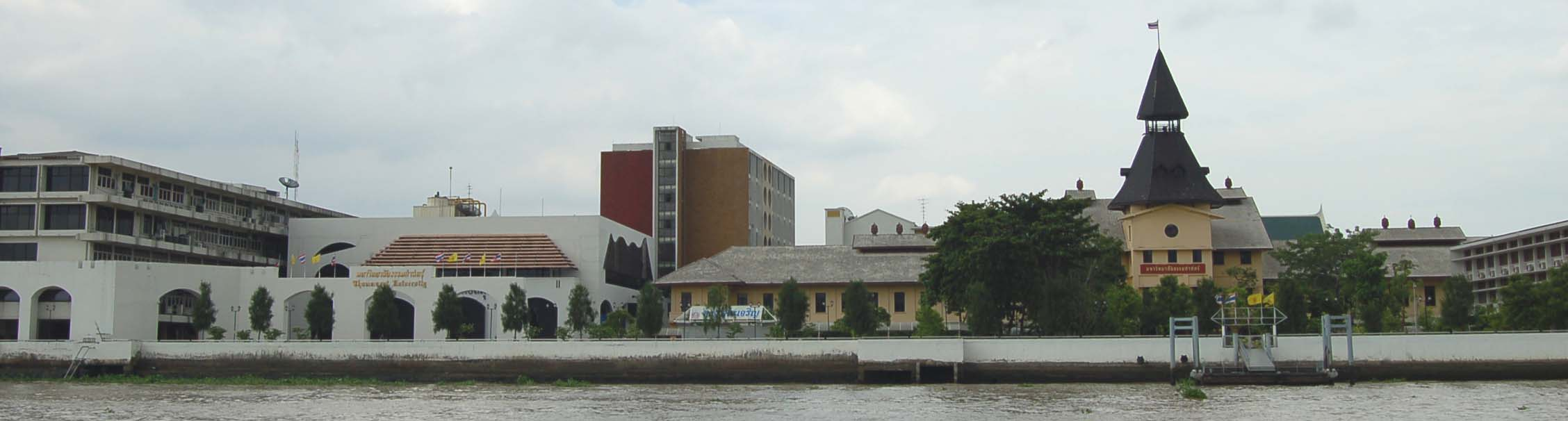
Le campus de Thaprachan vu depuis l'autre rive de la Chao Phraya.

Actuellement, l'université possède six campus dans le pays, mais les deux principaux sont le campus Thaprachan et le campus de Rangsit.

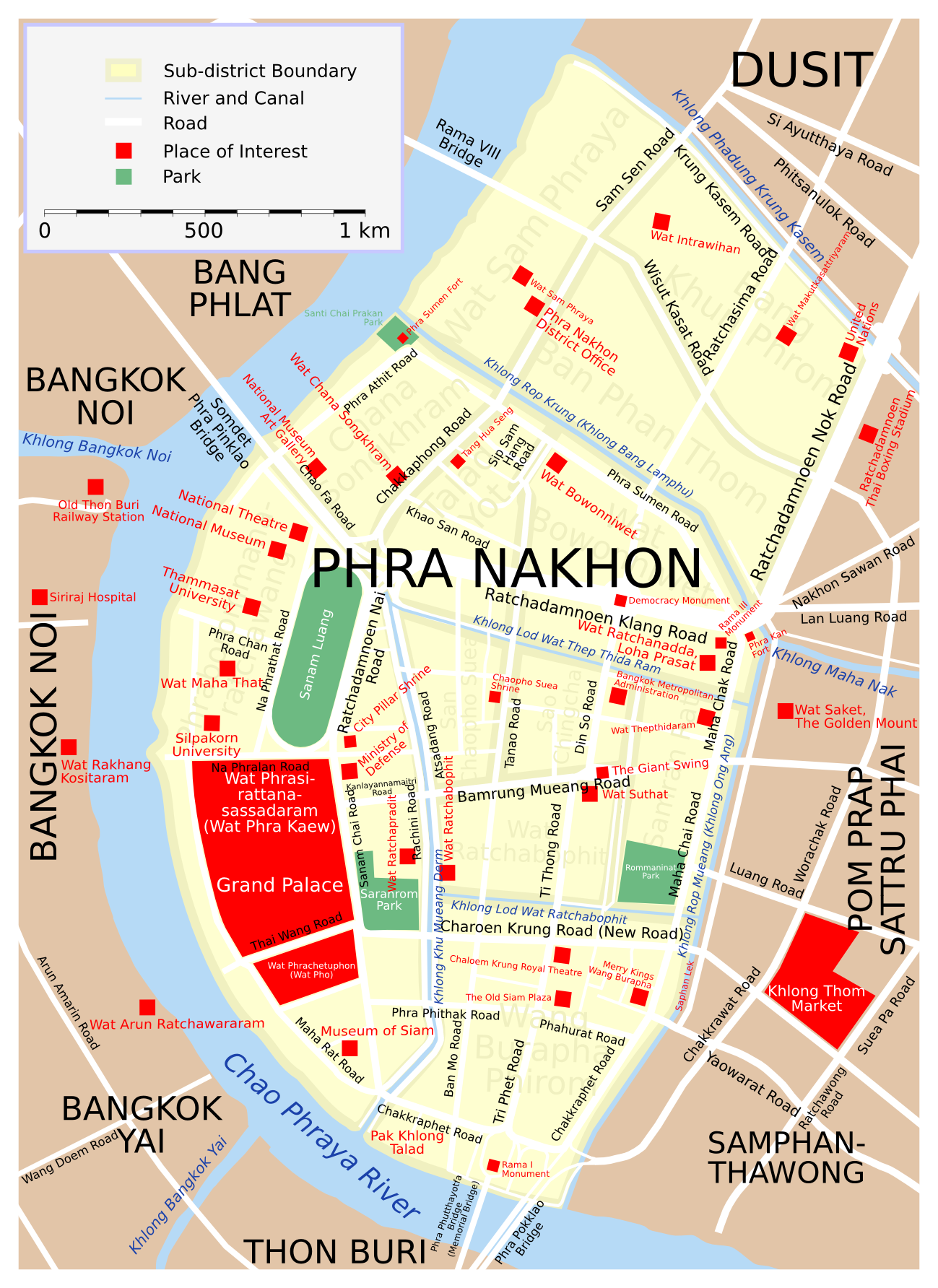
Localisation du campus Thaprachan au cœur de Bangkok.

Le campus Thaprachan est le berceau historique de l'université Thammasat. Il est situé au cœur de Bangkok, tout près du palais royal et à l'ouest de Sanam Luang, dans le quartier Phra Nakhon. Sa renommée est due à son ancienneté, à son fondateur Pridi Phanomyong et aux "événements" de 1973 et 1976, qui ont vu des soulèvements étudiants à Thammasat en réunion avec l'autre grande université de Thaïlande, l'université Chulalongkorn et de nombreux citoyens. Les facultés de journalisme, de droit, de science politique, des arts libéraux (lettres), de science sociale et de management en occupent les locaux.

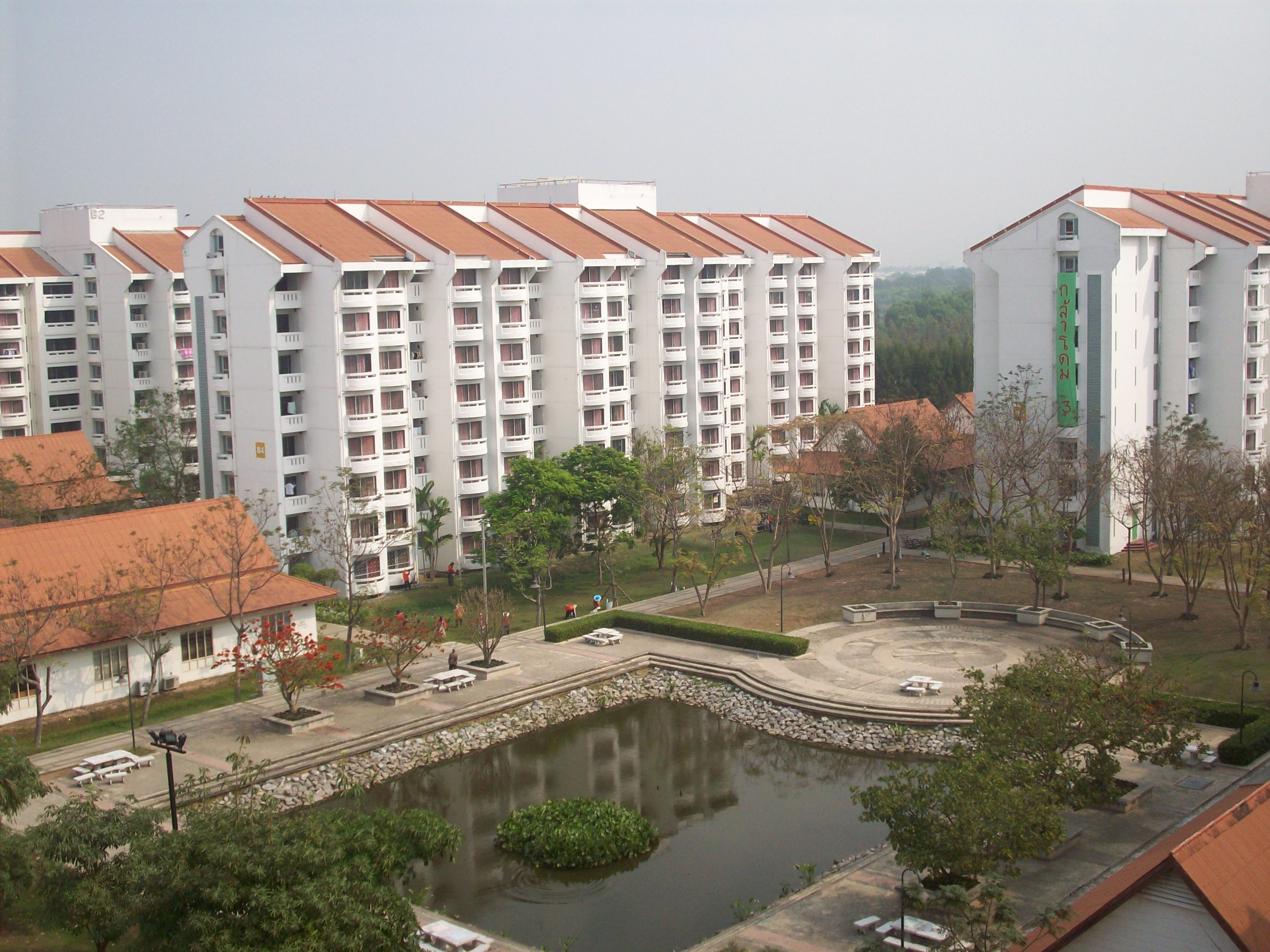
Le campus de Rangsit.

Le campus de Rangsit est beaucoup plus récent. Ce campus est à 42 km au nord du centre-ville de Bangkok. Construit pour les Jeux asiatiques de 1998, le site est depuis occupé par plusieurs facultés : architecture, ingénierie, SIIT (Sirindhorn International Institute of Technology, école ayant un partenariat d'échange avec l'ISEP). Les infrastructures sportives sont mises à disposition des étudiants. Plusieurs gymnases, un dôme aquatique et un stade olympique hébergent ainsi divers tournois sportifs entre étudiants.

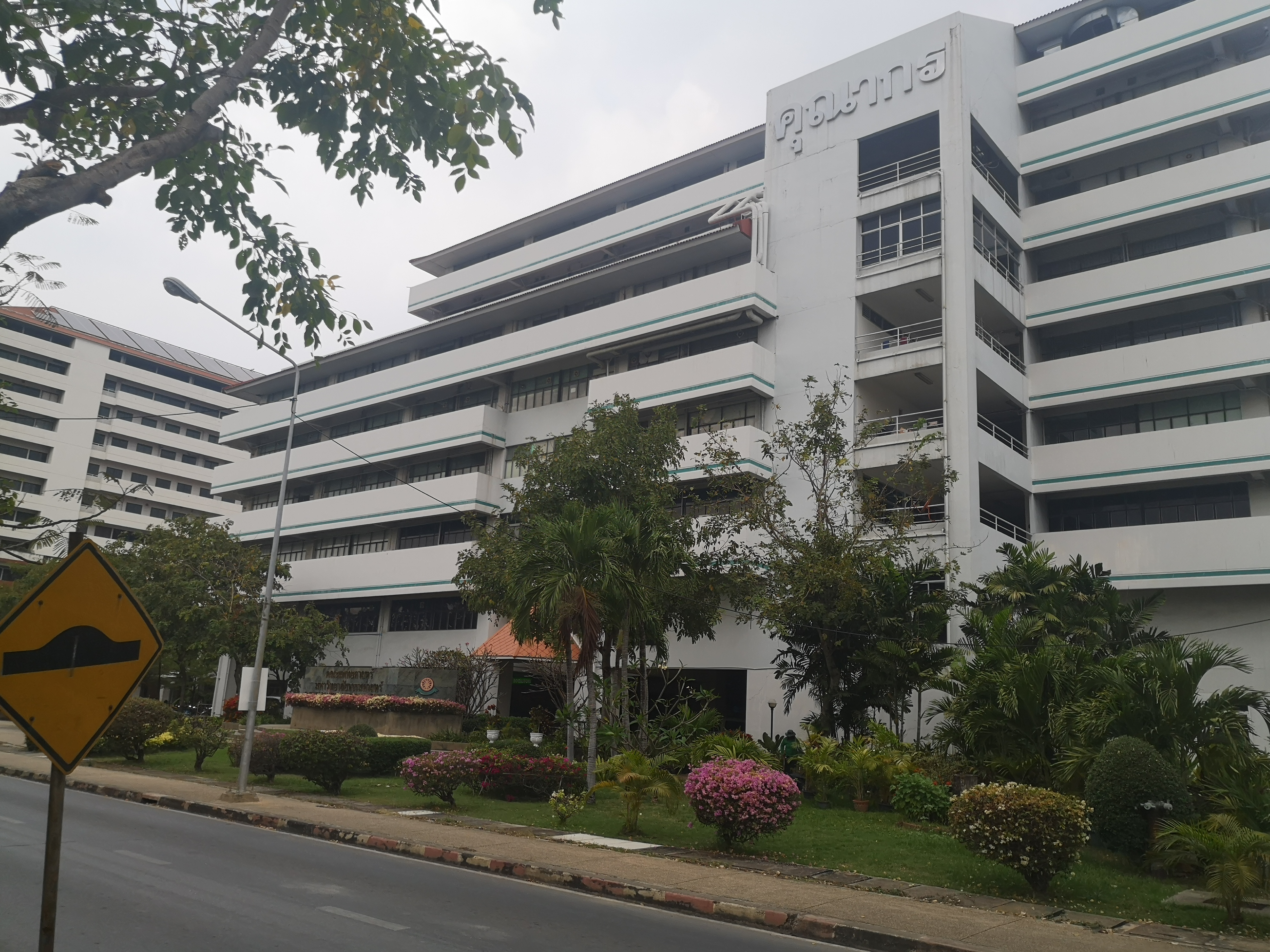
Faculté de médecine.
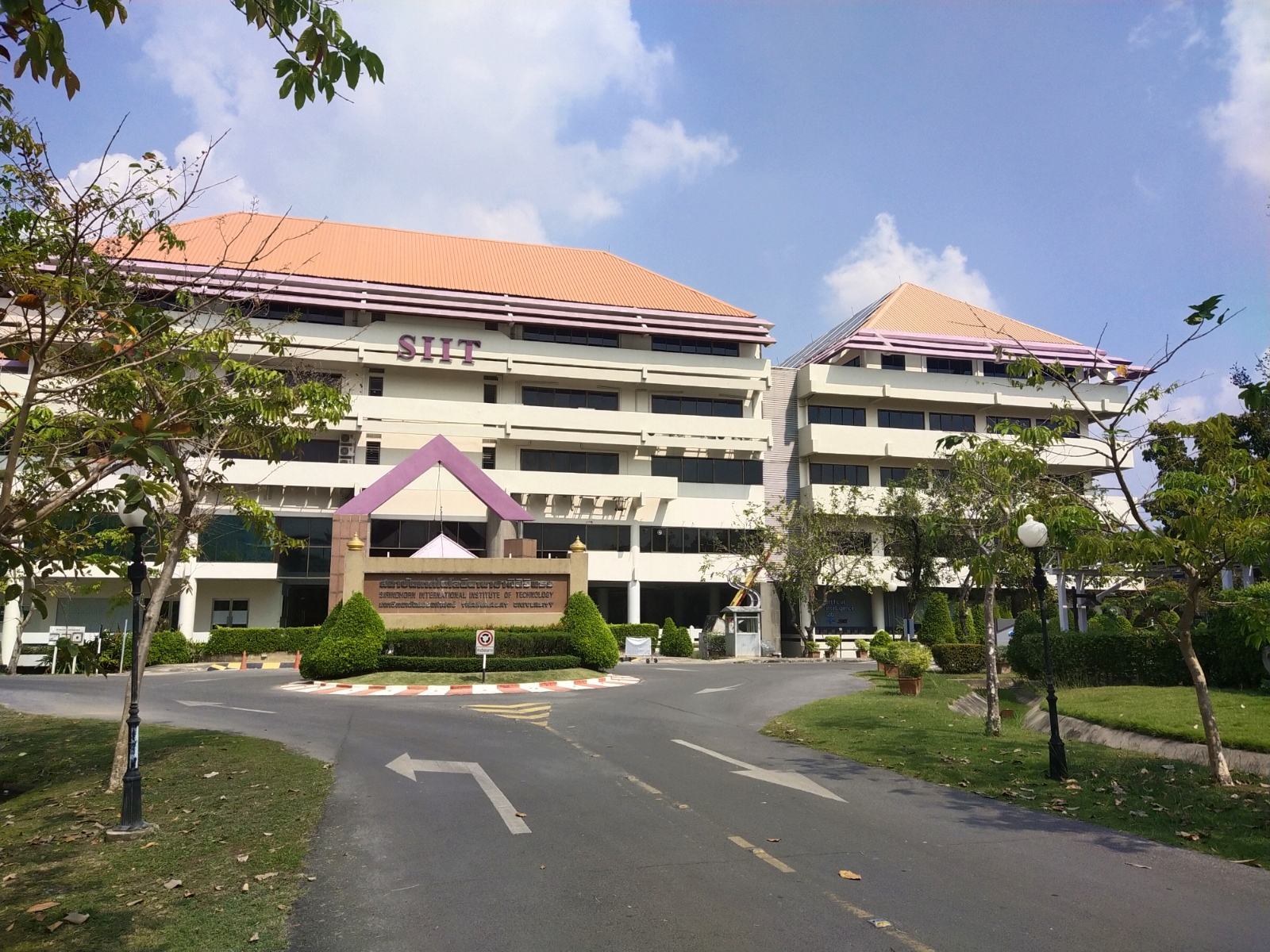
SIIT (Sirindhorn International Institute of Technology).
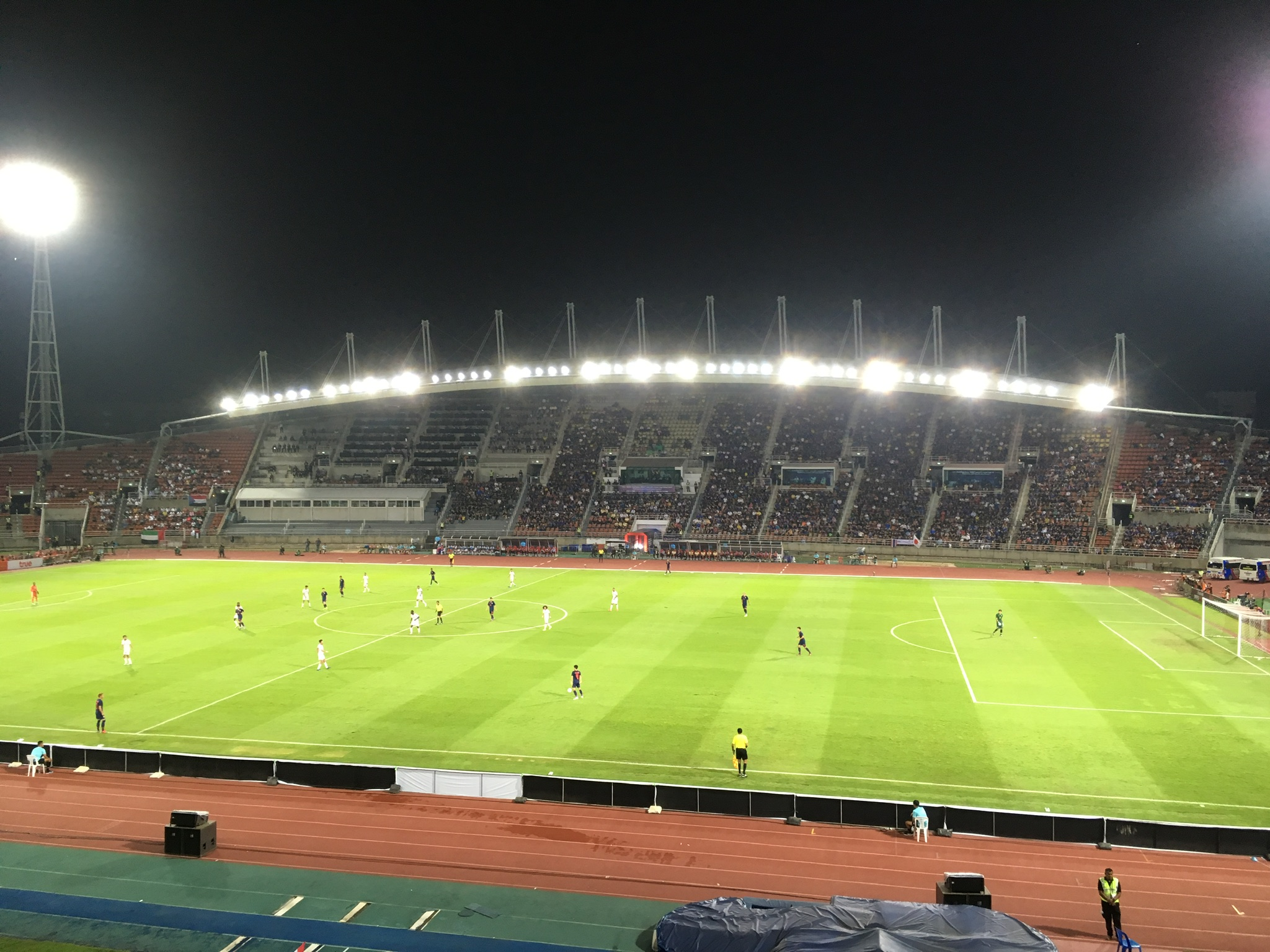
Stade Thammasat.
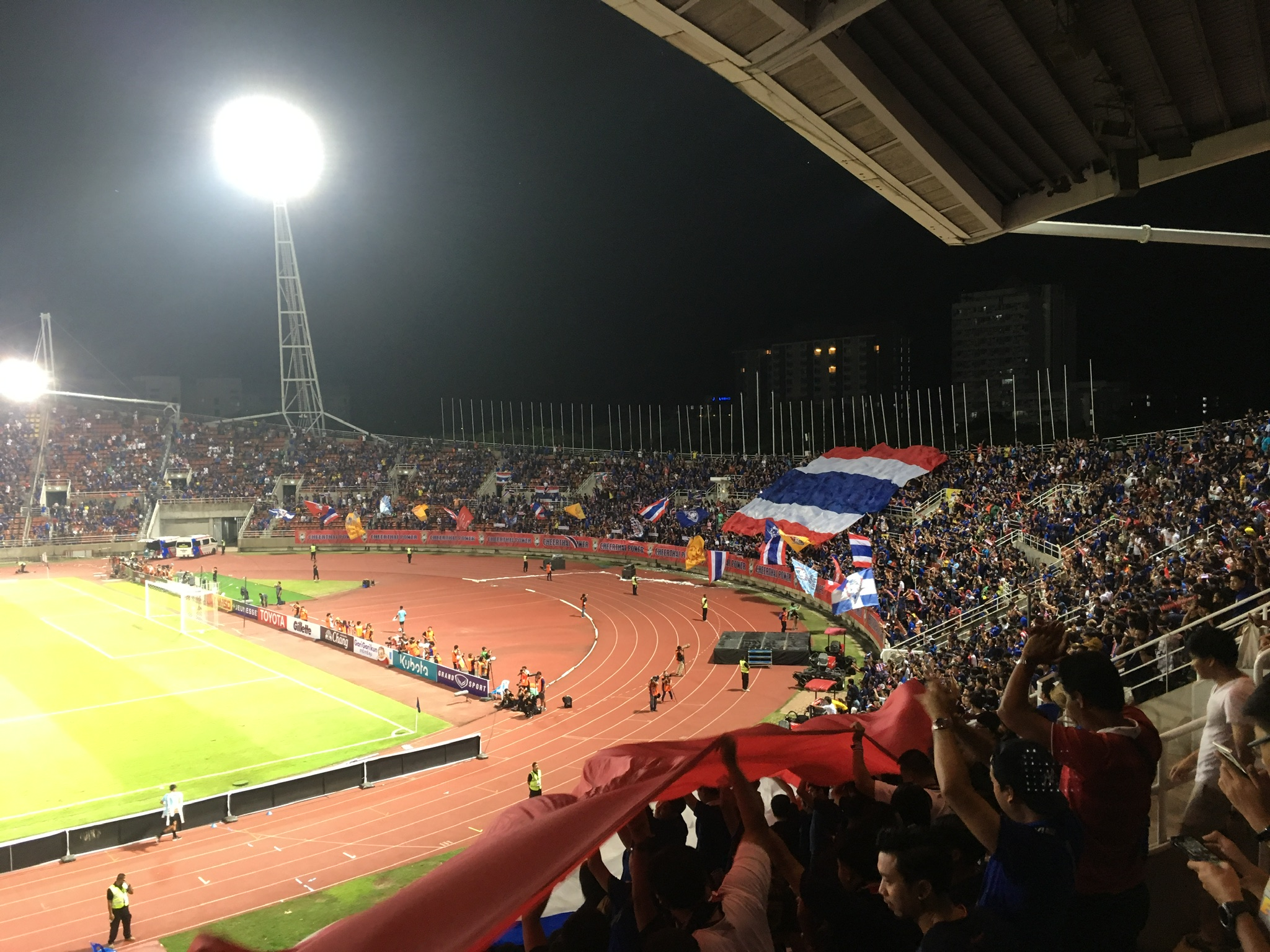
Stade Thammasat.

L'ensemble du campus a été affecté par les inondations de 2011.

## Personnalités
- Pridi Phonmayong (ou Banomyong), homme politique et premier ministre de Thaïlande, fondateur de l'université de Thammasat en 1934 sur le modèle de l'Académie des sciences morales et politiques française.

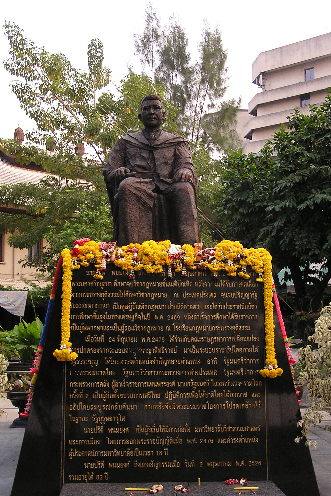
Statue du fondateur Pridi Phanomyong (Phomayong) à l'université de Thammasat.

- Pridiyathorn Devakula, homme politique.
- Saengchai Suntornwat, avocat, écrivain, dirigeant d'entreprise.
- Panusaya Sitijirawattanakul, militante thaïlandaise.
- Putthipong Assaratanakul, acteur et chanteur thaïlandais.
- L'homme politique, écrivain et intellectuel Khuek-rit Pramot est à l'origine de la création de la troupe de danse thaïlandaise Khon de l'université Thammasat.